# 哈吉拉 (哈吉拉區)
32°37′N 5°31′E / 32.617°N 5.517°E

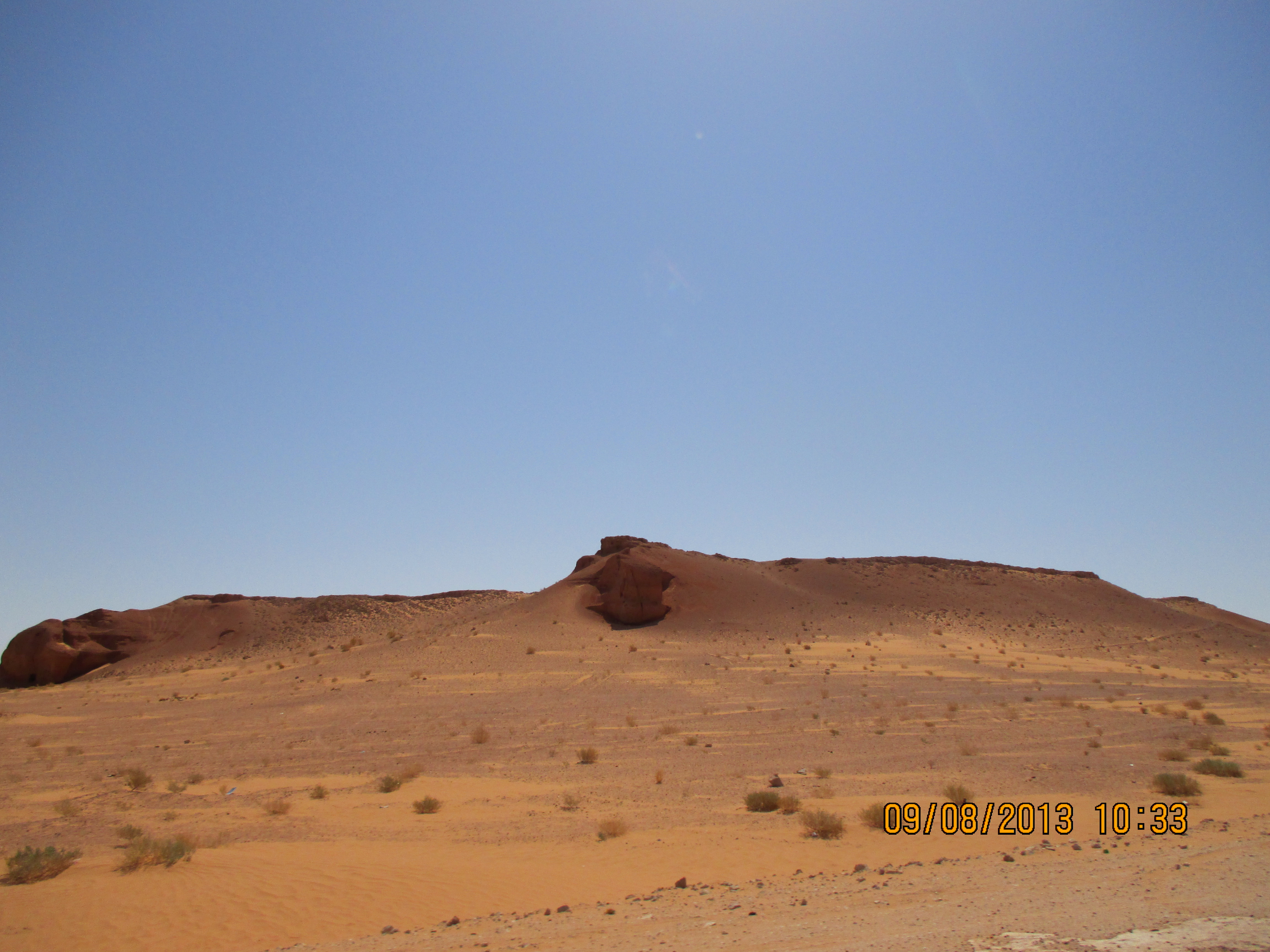
哈吉拉的景色

哈吉拉（阿拉伯语：‎），是阿爾及利亞的城鎮，位於該國東部，由瓦爾格拉省負責管轄，是哈吉拉區的首府，面積2,459平方公里，海拔高度126米，2008年人口14,965，人口密度每平方公里6人。